# Nicola Sturgeon
Pour les articles homonymes, voir Ferguson et Sturgeon.
Nicola Sturgeon, née le 19 juillet 1970 à Irvine, dans le North Ayrshire, est une femme politique écossaise, cheffe du Parti national écossais (SNP) et Première ministre d'Écosse de 2014 à 2023. Elle est la première femme à accéder à ces postes.

## Origines et études
Issue d'un milieu populaire, Nicola Ferguson Sturgeon est la fille d'une infirmière dentaire et d'un électricien.
Elle étudie le droit à l'université de Glasgow, où elle obtient son bachelor of Laws et un diplôme de pratique juridique (legal practice), qui lui permet de travailler comme solliciteur à Drumchapel, un quartier de Glasgow.

## Vie privée
Nicola Sturgeon est en couple avec Peter Murrell, qui est directeur exécutif du Parti national écossais, depuis 2003 et qu'elle épouse le 16 juillet 2010. Ils vivent actuellement à Glasgow et n'ont pas d'enfants,.
Sa mère, Joan Sturgeon, était élue locale pour le Parti national écossais dans le North Ayrshire entre 2007 et 2017,.

## Activité politique

### Débuts militants
Nicola Sturgeon commence à militer alors que sa ville natale est marquée, dans les années 1980, par la politique de la Première ministre conservatrice Margaret Thatcher. La région est frappée par la désindustrialisation, les usines fermant les unes après les autres. En 1986, à l'âge de 16 ans, Nicola adhère au Parti national écossais (SNP). Elle s'engage auprès de la candidate aux élections législatives Kay Ullrich (en) et devient coordinatrice adjointe pour la jeunesse puis coordinatrice adjointe pour la propagande. Elle est alors membre du comité exécutif.
À l'université, Sturgeon est active au sein de la Fédération des étudiants nationalistes (FSN), parfois appelée « SNP étudiants », à travers l'Association nationaliste écossaise de l'université de Glasgow (GUSNA).

### Candidate aux législatives britanniques
Lors des élections législatives de 1992, Nicola Sturgeon se présente dans la circonscription de « Glasgow Shettleston ». À 22 ans, elle est la plus jeune candidate aux législatives dans tout le pays. Elle n’est toutefois pas élue. Cet échec se répète cinq ans plus tard, aux législatives de mai 1997, mais dans la circonscription de « Glasgow Govan » cette fois. Elle déclare a posteriori : « Je suis reconnaissante d’avoir essuyé tant d’échecs, cela permet d’apprendre à convaincre les gens ».

### Au Parlement écossais

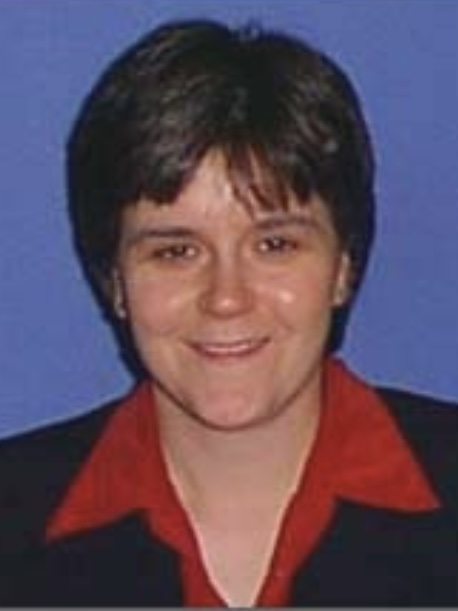
Nicola Sturgeon est élue députée écossaise en 1999.

En mai 1999, Nicola Sturgeon est candidate aux premières élections au Parlement écossais dans la circonscription de Glasgow Govan et tête de liste du SNP pour la région électorale de Glasgow. Battue au scrutin uninominal majoritaire à un tour, elle devient néanmoins membre du parlement écossais parmi les sept élus de la région (méthode d'Hondt). Elle est alors âgée de 29 ans. Il s'agit d'un scrutin historique, les nationalistes écossais arrivant en deuxième place.
Elle est réélue de la même façon lors des élections de mai 2003. En 2007, toujours en première place de la liste régionale, elle gagne cette fois la circonscription. En 2011, elle mène à nouveau la liste régionale ; la circonscription de Glasgow Govan ayant disparu après un redécoupage électoral, elle remporte au scrutin majoritaire la circonscription de Glasgow Southside.
Sturgeon est successivement porte-parole du SNP pour la santé et l’éducation, puis pour la justice.

### Vice-cheffe du SNP
À la suite de la démission du chef du parti, John Swinney, le 22 juin 2004, en raison des mauvais résultats obtenus aux élections européennes, Nicola Sturgeon annonce son intention de concourir à la direction du parti contre la vice-cheffe sortante, Roseanna Cunningham (en), plus radicale. Toutefois, elle décide de se retirer de la course après que l'ancien chef du SNP, Alex Salmond, a annoncé sa candidature, et forme un ticket avec lui, comme candidate à la vice-direction. Modéré, celui-ci vise à convaincre la classe moyenne.
Elle est élue vice-cheffe du SNP le 3 septembre 2004, et en devient la cheffe au Parlement écossais, dans la mesure où Salmond siège à la Chambre des communes. À ce poste, elle s’illustre par son opposition farouche au Premier ministre travailliste d’alors, Jack McConnell.

### Vice-Première ministre et ministre d’Écosse
Le 3 mai 2007, le Parti national écossais remporte, avec 47 sièges contre 46 aux travaillistes, les élections au Parlement écossais. Treize jours plus tard, Nicola Sturgeon est nommée vice-Première ministre et ministre de la Santé et du Bien-être dans le gouvernement d’Alex Salmond. Elle est la première femme à exercer la fonction de vice-Première ministre. Elle est assistée notamment par Shona Robison, ministre déléguée à la Santé publique et aux Sports. À l'occasion d'un remaniement ministériel opéré le 5 septembre 2012, elle devient ministre des Infrastructures, des Investissements et de la Ville, permutant son ministère avec celui détenu par Alex Neil.

### Première ministre d'Écosse

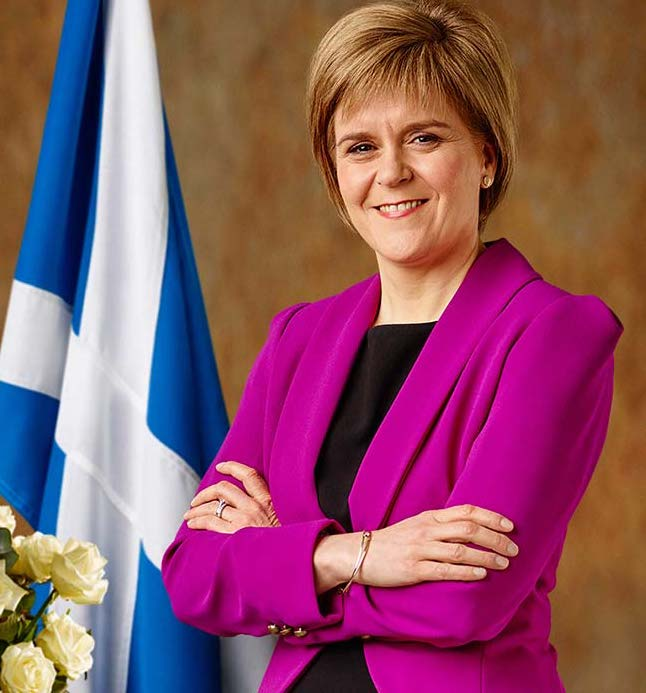
Nicola Sturgeon est élue Première ministre de l'Écosse en 2014.

Le 14 novembre 2014, à la suite de la démission d'Alex Salmond après l'échec indépendantiste au référendum sur l'indépendance de l'Écosse, Nicola Sturgeon est désignée leader du parti lors de la conférence nationale qui se tient à Perth. Elle est la première femme à diriger le Parti national écossais. Elle est ensuite élue par le Parlement écossais au poste de Première ministre le 19 novembre et entre en fonction le lendemain 20 novembre. Elle devient ainsi la première femme à occuper ce poste.
Elle mène le SNP lors des élections générales britanniques de 2015, qui donnent au parti un score historique de 56 députés sur les 59 circonscriptions situées en Écosse. Nicola Sturgeon entend ensuite utiliser cette victoire pour obtenir davantage de mesures de décentralisation envers l'Écosse.
Sturgeon remporte les élections parlementaires écossaises du 5 mai 2016 avec 41,7 % des voix. Cependant, avec 63 sièges remportés, soit 6 de moins que pour les précédentes élections de 2011, le SNP perd la majorité absolue. Sturgeon est réélue Première ministre le 17 mai suivant et forme son deuxième gouvernement le lendemain 18 mai.
À la suite du référendum sur l'appartenance du Royaume-Uni à l'Union européenne, à l'issue duquel les Britanniques se sont prononcés à 51,9 % en faveur d'une sortie de l'UE alors que les Écossais ont largement voté pour y rester, Nicola Sturgeon déclare qu'il est « clair que le peuple d'Écosse voit son avenir dans l'Union européenne ». À la suite des résultats du référendum britannique, elle annonce à Édimbourg la préparation d'un nouveau référendum sur l'indépendance de l'Écosse,. Dans cette optique, elle annonce le 13 mars 2017 la saisie du Parlement écossais sur l'organisation de ce projet. Celui-ci est approuvé par le parlement le 28 mars suivant par 69 voix pour et 59 contre. Le 31 mars 2017, Nicola Sturgeon communique formellement sa requête pour organiser un nouveau référendum d'indépendance au gouvernement britannique, l'aval de ce dernier étant nécessaire. Cependant, le Parti national écossais accuse un recul de 21 députés lors des élections générales britanniques de 2017, passant ainsi de 56 à 35 représentants, ce qui conduit Sturgeon à suspendre sa revendication référendaire.
En 2019, l'instabilité politique autour du Brexit ravive le désir indépendantiste de certains Écossais, majoritairement hostiles à la sortie du Royaume-Uni de l'Union européenne. L'élection de Boris Johnson comme Premier ministre du Royaume-Uni avait déjà renforcé le sentiment nationaliste en Écosse. Le 2 novembre 2019, environ 20 000 Écossais manifestent à Glasgow pour demander l'organisation d'un nouveau référendum sur l'indépendance de leur nation constitutive du Royaume-Uni. À cette occasion, Nicola Sturgeon, déclare que « la perspective d'une Écosse indépendante est à portée de main ».
Lors des élections législatives britanniques du 12 décembre 2019, le Parti national écossais remporte 48 des 59 sièges en jeu en Écosse. Cette victoire permet à Nicola Sturgeon de réclamer l’organisation d’un nouveau référendum sur l’indépendance écossaise, ce que le Premier ministre britannique Boris Johnson refuse, estimant qu'un tel référendum ne peut se tenir qu'une fois par génération,.
À l'occasion des élections législatives écossaises de 2021, Nicola Sturgeon s'engage à demander un deuxième référendum sur l'indépendance de l’Écosse si son parti, le SNP, remporte la majorité absolue au Parlement. Le Parti national écossais remporte les élections avec 40,3 % des suffrages exprimés et obtient 64 sièges au Parlement. Nicola Sturgeon réclame un nouveau référendum d'indépendance à Boris Johnson. Elle est réélue Première ministre le 18 mai 2021 face à Douglas Ross et Willie Rennie, les travaillistes et les Verts s'étant abstenus. Le gouvernement Sturgeon III, minoritaire, entre en fonction le 20 mai suivant. Cependant, le 28 août suivant, Nicola Sturgeon et le Parti national écossais concluent un accord avec les Verts écossais pour former un gouvernement de coalition majoritaire,.
Le 28 juin 2022, Sturgeon annonce qu'elle propose la tenue d'un référendum consultatif sur l'indépendance de l’Écosse à la date du 19 octobre 2023. La loi écossaise sur le référendum sera soumise à la Cour suprême du Royaume-Uni,. Le 23 novembre suivant, la Cour suprême estime que « le Parlement écossais n’a pas le pouvoir de légiférer pour un référendum d’indépendance » et donc que l'Écosse ne pourra pas organiser de nouveau référendum sur son indépendance sans l'accord du Parlement britannique,.

### Démission et affaire judiciaire

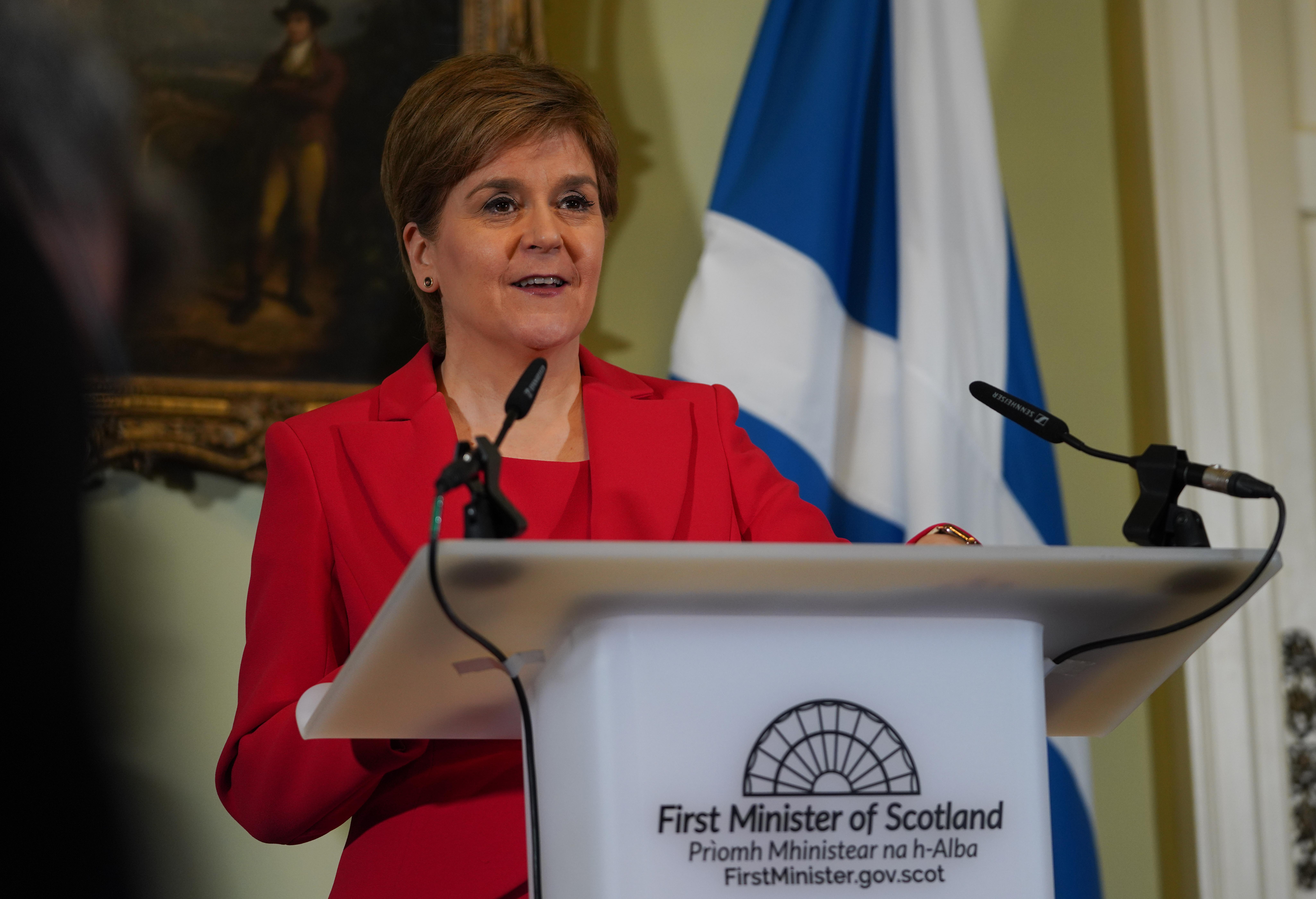
Nicola Sturgeon annonce sa future démission, le 15 février 2023.

Nicola Sturgeon se retrouve fragilisée, en 2022, par le veto du gouvernement britannique, qui refuse d'accorder son assentiment royal à une loi controversée intitulée Gender Recognition Reform Bill, qui facilite le changement de genre des personnes trans, dès 16 ans et sans avis médical, adoptée par le Parlement écossais en décembre 2022 ; ainsi que par sa stratégie indépendantiste consistant à considérer les prochaines élections législatives écossaises comme un nouveau référendum sur l'indépendance,. 
Elle annonce sa démission le 15 février 2023. Humza Yousaf, ministre écossais de la Santé et premier à se déclarer candidat à la succession de la Première ministre démissionnaire, est élu comme chef du Parti national écossais le 27 mars suivant,. Il est élu Premier ministre par le Parlement le 28 mars et succède le lendemain à Nicola Sturgeon à la tête du gouvernement écossais,.
Les finances de SNP faisant l'objet d'une enquête des autorités judiciaires écossaises, elle passe plusieurs heures en garde à vue dans le cadre de cette affaire en juin 2023.

## Prises de position politiques

### Monarchie
Nicola Sturgeon est favorable au maintien de la monarchie dans une Écosse indépendante, déclarant qu'il s'agit d'un « modèle qui a de nombreux mérites ».

### Féminisme, droits LGBT
Féministe, elle défend le mariage homosexuel, les droits des personnes trans et la gratuité des protections féminines.

## Résultats électoraux

### Élections législatives écossaises

#### Scrutin national
Les résultats ci-dessous concernent uniquement les élections où elle dirige le parti en concurrence.
| Année | Liste     | Liste | Voix    | %    | Rang     | Sièges obtenus |
| ----- | --------- | ----- | ------- | ---- | -------- | -------------- |
| 2016  |           | SNP   | 953 587 | 41,7 | 1re      | 63 / 129       |
| 2021  | 1 094 374 | SNP   | 40,3    | 1re  | 64 / 129 |                |

#### Scrutin par circonscription
| Année | Parti             | Parti | Circonscription | Voix  | %    | Rang  | Issue |
| ----- | ----------------- | ----- | --------------- | ----- | ---- | ----- | ----- |
| 1999  |                   | SNP   | Glasgow Govan   | 9 665 | 36,7 | 2e    | Échec |
| 2003  | 6 599             | SNP   | Glasgow Govan   | 31,2  | 2e   | Échec |       |
| 2007  | 9 010             | SNP   | Glasgow Govan   | 41,9  | 1re  | Élu   |       |
| 2011  | Glasgow Southside | SNP   | 12 306          | 54,4  | 1re  | Élu   |       |
| 2016  | Glasgow Southside | SNP   | 15 287          | 61,4  | 1re  | Élu   |       |
| 2021  | Glasgow Southside | SNP   | 19 735          | 60,2  | 1re  | Élu   |       |

#### Scrutin par région
Les résultats ci-dessous concernent uniquement les élections où elle est tête de liste.
| Année | Liste | Liste | Région  | %    | Rang  | Sièges obtenus |
| ----- | ----- | ----- | ------- | ---- | ----- | -------------- |
| 1999  |       | SNP   | Glasgow | 25,5 | 2e    | 4 / 7          |
| 2003  | 17,1  | SNP   | Glasgow | 2e   | 2 / 7 |                |

### Élections générales britanniques

#### Scrutins général
Les résultats ci-dessous concernent uniquement les élections où elle dirige le parti en concurrence.
| Année | Liste     | Liste | Voix      | %   | Rang     | Sièges obtenus |
| ----- | --------- | ----- | --------- | --- | -------- | -------------- |
| 2015  |           | SNP   | 1 454 436 | 4,7 | 5e       | 58 / 650       |
| 2017  | 977 569   | SNP   | 3,0       | 4e  | 35 / 650 |                |
| 2019  | 1 242 380 | SNP   | 3,9       | 4e  | 48 / 650 |                |

#### Scrutins par circonscription
| Année | Parti         | Parti | Circonscription     | Voix  | %    | Rang  | Issue |
| ----- | ------------- | ----- | ------------------- | ----- | ---- | ----- | ----- |
| 1992  |               | SNP   | Glasgow Shettleston | 6 831 | 19,1 | 2e    | Échec |
| 1997  | Glasgow Govan | SNP   | 11 302              | 35,1  | 2e   | Échec |       |

## Distinctions
- En 2017, lauréate du prix Empereur-Maximilien, prix européen pour la politique régionale et locale décerné par le Land de Tyrol et la Ville d'Innsbruck.
- En 2021, le média Politico la classe parmi les vingt-huit personnalités européennes les plus puissantes d'Europe, la distinguant dans la catégorie « Disrupteurs »[49].